# Antipsykiatri
Antipsykiatri er en bevægelse, der udfordrer den biomedicinske psykiatris grundhypoteser og dens måde at udøve behandling på. Antipsykiatriens hovedpåstand er, at det biomedicinske psykiatere kalder psykiske sygdomme ikke er sygdomme i medicinsk forstand. Derfor bør mennesker med psykiske lidelser ikke behandles med medicin, tvang eller elektrochok, der antages at gøre mere skade end gavn. Antipsykiatrien står dermed for en alternativ og mere frigørende tilgang til psykiatrisk behandling, der havde sin storhedstid i 70'erne, men stadig findes i dag.

## Historie
I året 1965 begyndte otte mennesker at kalde sig selv Philadelphia Association. Formålet var at hjælpe ”skizofrene” mennesker ved psykoser. Gruppen med de otte mennesker brugte kun venlighed og hjælpeberedskaber på Kingsley Hall i London. De otte mennesker omfattede ikke mindst lægerne Ronald D. Laing, David Cooper, Joseph Berkeley og Aaron Esterson, der var specialiserede i psykiatri.
Philadelhia Association blev et vigtigt grundlag for antipsykiatrien. Det var således det tidligere gruppemedlem, psykiateren David Cooper, der allerede i 1967 formulerede betegnelsen antipsykiatri. Cooper var marxist og forlod Philadelphia Association for at lave en mere radikal og politisk tilgang, som han i 1971 skrev bogen Psykiatri og Antipsykiatri om.
Gruppelederen af Philadelphia Association, Ronald D. Laing, betragtede derimod ikke sig selv som antipsykiater, men som psykiater i ordets oprindelige betydning: ”sjælelæge”. Han mente, at de almindelige psykiatere, der prøvede at standse psykoser med elektriske stød igennem hjernen, burde kaldes antipsykiatere. Behandlingsstedet Kingsley Hall blev forladt af gruppen i 1970, og i modsætning til populær opfattelse blev Laing aldrig en del af antipsykiatrien, men afviste den.
Cooper blev til gengæld grundlægger af den antipsykiatriske bevægelse, der fik en stor udbredelse i 1970’erne. Formålet var at frigøre patienterne fra social fremmedgørelse i stedet for at medicinere dem. Bevægelsen var dermed ikke modstander af al behandling, men af den ortodokse psykiatris biomedicinske fokus på diagnoser, kontrol og medicin. Cooper mente, at galskab kunne være et middel til at frigøre sig fra dysfunktionel familiebaggrund og social undertrykkelse i samfundet.
Antipsykiatrien fik sin største udbredelse i Italien, ikke mindst gennem psykiateren Franco Basaglia. Han var tidligt inspireret af psykiaterne Karl Jaspers, Ludwig Binswanger og Eugene Minkowski, og han regnes som grundlægger af demokratisk psykiatri. Udbredelsen betød således, at man flere steder arbejdede med en demokratisering af psykiatrien, der skulle være mere socialt end biomedicinsk orienteret.
Sideløbende og efterfølgende blev antipsykiatrien en inspirationskilde for egentlige modstandere af psykiatrien og andre kritiske bevægelser som Medborgernes Menneskerettighedskomission, der dog ikke har nogen direkte forbindelse til Coopers oprindelige antipsykiatri. I Danmark blev antipsykiatrien også en vigtig inspirationskilde for galebevægelsen.